# 경상북도경찰청
경상북도경찰청(慶尙北道警察廳, Gyeongbuk Provincial Police Agency)은 경상북도의 치안에 관한 사무를 관장하는 기관이다. 청장은 치안감(2급 상당)으로 보한다. 경상북도 안동시 풍천면 검무로 77 (갈전리 1188)에 있다.

## 기본 정보
- 청장: 최주원
- 주소: 경상북도 안동시 풍천면 검무로 77 (갈전리 1188)

## 연혁
- 1945년 12월 27일 경상북도 경찰부 발족(23개 부군에 한개 서씩 총 23개 경찰서 개서)
- 1946년 9월 달성경찰서 및 대구여자경찰서 개서
- 1948년 11월 18일 경상북도지사 산하 경상북도 경찰국으로 개칭
- 1954년 3월 23일 대구 경주 포항 김천 소방서 개서
- 1957년 8월 1일 대구여자경찰서 폐지/달성경찰서를 남대구경찰서로 개칭
- 1957년 10월 달성경찰서 개서
- 1959년 10월 26일 동대구경찰서 개서
- 1963년 1월 1일 강원도경찰국 예하 울진경찰서 편입
- 1965년 8월 3일 안동소방서 개서
- 1967년 8월 18일 청사를 대구시 북구 산격동으로 이전
- 1973년 7월 14일 남대구경찰서와 동대구경찰서를 각각 대구남부경찰서와 대구북부경찰서로 개칭
- 1975년 1월 27일 대구동부경찰서 신설
- 1975년 8월 30일 방호과 폐지 및 소방서를 경북도청 민방위국으로 이관
- 1978년 6월 16일 선산경찰서를 구미경찰서로 개칭
- 1979년 10월 14일 대구서부경찰서 개서/대구경찰서는 중부경찰서로 개칭
- 1981년 7월 1일 경상북도 대구시가 대구직할시로 승격되면서 대구직할시 경찰국이 창설되고 대구 시내 5개 경찰서 이관
- 1983년 4월 7일 고속도로순찰대 제3지구대 신설
- 1986년 2월 2일 문경경찰서를 점촌경찰서로 개칭
- 1991년 8월 1일 경상북도 경찰국이 경상북도지방경찰청 개칭.
- 1991년 12월 2일 포항남부경찰서 개서
- 1995년 1월 27일 점촌경찰서를 문경경찰서로 개칭/지서 및 파출소 명칭을 파출소로 통일
- 1995년 3월 1일 경상북도 달성군이 대구광역시로 편입되면서 달성경찰서를 대구지방경찰청으로 이관
- 1995년 9월 22일 포항경찰서가 포항북부경찰서로 개칭
- 2018년 7월 5일 청사를 대구 북구 산격동에 위치한 구 경상북도청(현 대구광역시청 별관)의 동쪽 건물에서 경상북도청신도시(경상북도 안동시 풍천면)로 이전[3]
- 2021년 1월 1일 자치경찰제 도입에 따라 경상북도경찰청으로 변경
- 2024년 1월 1일 군위경찰서를 대구광역시경찰청으로 이관 예정

## 조직

### 청장
- 청문감사담당관
- 홍보담당관
- 제1부
  - 경무과 : 경무계 · 기획예산계 · 인사계 · 교육계 · 경리계 · 시설계
  - 정보화장비과 : 정보화장비기획계 · 정보통신운영계 · 정비관리계
  - 정보과 : 정보1계 · 정보2계 · 정보3계 · 정보4계
  - 보안과 : 보안1계 · 보안2계 · 보안수사1대 · 보안수사2대 · 외사계 · 국제범죄수사대
- 제2부
  - 112종합상황실 : 상황팀 · 관리팀
  - 생활안전과 : 생활안전계 · 생활질서계
  - 여성청소년과 : 여성보호계 · 아동청소년계 · 아동청소년수사계
  - 수사과 : 수사1계 · 수사2계 · 지능범죄수사대 · 사이버수사대 · 수사이의조사팀
  - 형사과 : 강력계 · 과학수사대 · 광역수사대 · 마약수사대
  - 경비과 : 경비경호계 · 대테러의경계 · 항공대
  - 교통과 : 교통계 · 교통안전계 · 교통조사계 · 고속도로순찰대
- 경북청상설중대
  - 기동1중대 · 기동2중대 · 울릉경비대 · 독도경비대 · 경주방순대 · 포항남부방순대 · 구미방순대 · 315전경대

## 소속 경찰관서
- 경산경찰서 - 경상북도 경산시 원효로 68
- 경주경찰서 - 경상북도 경주시 중앙로 63
- 고령경찰서 - 경상북도 고령군 고령읍 대가야로 1411
- 구미경찰서 - 경상북도 구미시 송원동로 11-4
- 김천경찰서 - 경상북도 김천시 김천로 164
- 문경경찰서 - 경상북도 문경시 매봉로 35
- 봉화경찰서 - 경상북도 봉화군 봉화읍 내성로 73
- 상주경찰서 - 경상북도 상주시 중앙로 230
- 성주경찰서 - 경상북도 성주군 성주읍 성주순환로 251
- 안동경찰서 - 경상북도 안동시 제비원로 103
- 영덕경찰서 - 경상북도 영덕군 영덕읍 남산1길 44
- 영양경찰서 - 경상북도 영양군 영양읍 영양창수로 135
- 영주경찰서 - 경상북도 영주시 광복로 47
- 영천경찰서 - 경상북도 영천시 금호읍 최무선로 1
- 울진경찰서 - 경상북도 울진군 울진읍 울진중앙로 28
- 울릉경찰서 - 경상북도 울릉군 울릉읍 도동2길 62
- 의성경찰서 - 경상북도 의성군 의성읍 동서1길 31
- 예천경찰서 - 경상북도 예천군 예천읍 군청길 21
- 청도경찰서 - 경상북도 청도군 청도읍 새마을로 1362
- 청송경찰서 - 경상북도 청송군 청송읍 월막1길 5-15
- 칠곡경찰서 - 경상북도 칠곡군 약목면 칠곡대로 1050
- 포항북부경찰서 - 경상북도 포항시 북구 삼흥로 370
- 포항남부경찰서 - 경상북도 포항시 남구 연일로 55